# 59 Leonis
Désignations
59 Leonis (en abrégé 59 Leo) est une étoile de la constellation zodiacale du Lion, située au sud-ouest de Chi Leonis. Elle porte également la désignation de Bayer de c Leonis, 59 Leonis étant sa désignation de Flamsteed. Elle est visible à l'œil nu avec une magnitude apparente de 4,98, à seulement 0,21 degré au sud de l'écliptique. L'étoile présente une parallaxe annuelle de 21,45 mas mesurée par le satellite Gaia, ce qui indique qu'elle est distante d'environ ∼ 152 a.l. (∼ 46,6 pc) de la Terre. Elle s'en rapproche à une vitesse radiale héliocentrique de −7,0 km/s.
La classification de 59 Leonis est incertaine, changeant selon les auteurs. Cowley et al. (1969) ont classé l'étoile comme une géante blanche évoluée de type spectral A5 III, tandis que Gray et Garrison (1989) l'ont plutôt classé comme une sous-géante blanche de type A6 IV. Hauck (1986) remarquait quant à lui que si l'étoile était classée comme une géante, ses couleurs étaient plutôt celles d'une étoile naine et qu'elle avait été précédemment classée comme une étoile jaune-blanc de la séquence principale de type spectral F3 V.
59 Leonis est estimée être âgée de 332 millions d'années et être 1,73 fois plus massive que le Soleil. Elle tourne sur elle-même à une vitesse de rotation projetée de 82 km/s. Le rayon de l'étoile est environ 2,2 fois plus grand que le rayon solaire, elle est 18,2 fois plus lumineuse que le Soleil et sa température de surface est de 8 277 K.
59 Leonis possède un compagnon recensé dans les catalogues d'étoiles doubles et multiples. Il s'agit d'une étoile de treizième magnitude qui était située à une distance angulaire de 40,3 secondes d'arc et à un angle de position de 219° en 2018. Il s'agit d'un compagnon purement optique.